# Guillaume-Isidore Baron de Montbel
Guillaume Isidore Baron, comte de Montbel est né le 4 juillet 1787 à Toulouse (Haute-Garonne) et mort en 1861 à Frohsdorf (Autriche).

## Biographie

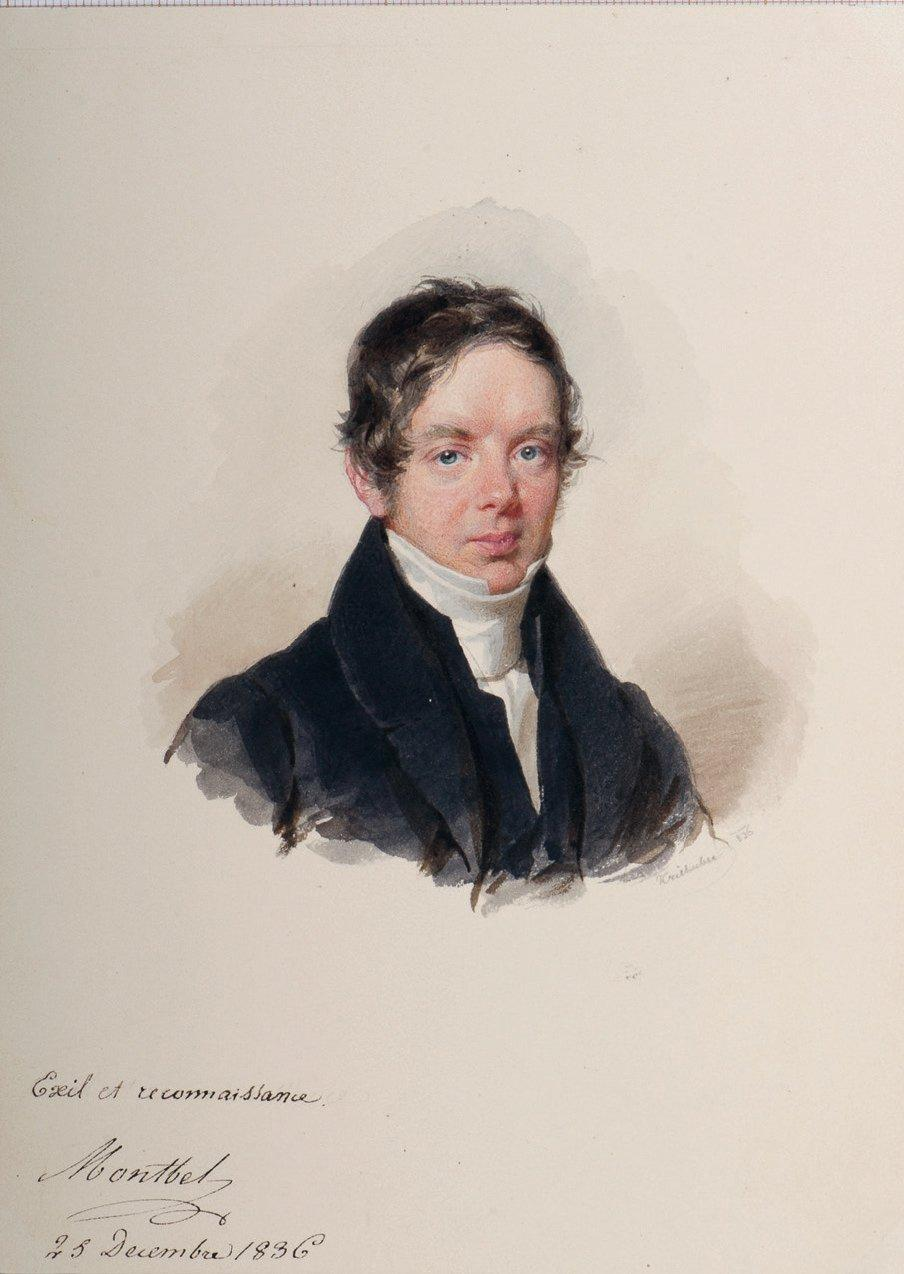
Guillaume-Isidore Baron de Montbel en décembre 1836, aquarelle gouachée de Josef Kriehuber.

Son père meurt sur l'échafaud révolutionnaire, et lui-même montre très tôt des signes de son fervent zèle royaliste. Il s'engage ainsi dans les Volontaires Royaux en 1815, et est placé sous la surveillance de la police impériale durant les Cent-Jours.
Nommé maire de Toulouse à la Restauration, il est ensuite élu député du second arrondissement de Haute-Garonne en 1827. Membre de la commission chargée d'examiner le projet de loi sur la presse périodique, il combat avec acharnement la liberté de la presse. Plus tard, il combat également comme « ruineuse et romanesque » l'intervention des Grecs.
Il entre au gouvernement Polignac le 8 août 1829 en tant que ministre des Affaires ecclésiastiques et de l'Instruction publique ; le 18 novembre 1829, il quitte ce ministère pour l'Intérieur ; enfin, le 19 mai 1830, il passe aux Finances. À ce titre, il cosigne les Ordonnances de Juillet.
Après la Révolution, il émigre à Vienne, en Autriche. Décrété d'accusation le 28 septembre 1830, il est compris par contumace dans l'arrêt condamnant les anciens ministres du roi à la mort civile et à la prison perpétuelle.
Amnistié par le ministère Molé en 1837, il serait, selon certaines sources, revenu en France et se serait tenu à l'écart des choses publiques. Mais cela est tout à fait improbable : les Souvenirs publiés par son petit-fils Guy de Montbel ne le mentionnent pas ; il est resté à Frohsdorf auprès du « comte de Chambord » ; il s'y marie (3e union) le 19 novembre 1845 avec Alix de Gain de Montaignac, qui lui donne trois fils, dont Paul qui naît à Frohsdorf le 30 juillet 1853. C'est à Frohsdorf qu'il meurt en 1861. La date exacte de sa mort diffère selon les sources : il est mort le 29 janvier 1861 selon la notice de son petit-fils Guy de Montbel, mais le 3 février 1861 selon de nombreuses sources, qui semblent cependant reposer sur la notice du Dictionnaire des parlementaires.
Il a été élu mainteneur de l'Académie des Jeux floraux de Toulouse en 1822, au fauteuil 8 en remplacement de Barthélemy Jouvent.

## Œuvres
- Protestation de M. de Montbel, ex-ministre du roi de France, contre la procédure instruite et suivie contre lui devant les pairs, convoqués en cour de justice, et Exposé de sa conduite pendant et avant les évènemens de juillet 1830, P., Dentu, 1831, 31 p.
- Lettre sur le choléra de Vienne (1832)
- Le duc de Reichstadt, notice sur la vie et la mort de ce prince, rédigée à Vienne sur des documents authentiques, ouvrage enrichi d'un portrait du duc de Reichstadt gravé par Jean-François Pourvoyeur d'après Moritz Michael Daffinger, 1832 (2e éd. 1833, 3e éd. 1836).
- Dernière époque de l’histoire de Charles X, ses derniers voyages, sa maladie, sa mort, ses funérailles, son caractère et ses habitudes dans l’exil, s.d.
- Le comte de Marnes, fils aîné du roi de France Charles X, 1844, 156p. (réédité en 1845, 172 p., sous le titre : Le duc d’Angoulême, dauphin, comte de Marnes, fils aîné du roi de France Charles X.
- 1787-1861, Souvenirs du comte de Montbel, publiés par son petit-fils Guy de Montbel, Paris, Plon-Nourrit, 1913, 436 p. (en ligne sur Gallica).

## Sources
- Larousse du XXe siècle.
- Dictionnaire des Parlementaires, TIV
- Bulletin universitaire, tome 1, no 13, p. 19.
- Benoît Yvert (dir.), Dictionnaire des ministres de 1789 à 1989, Paris, Perrin, 1990, p. 161
- Notice biographique de Guillaume de Montbel, extrait de l'ouvrage Les ministres des Finances de la Révolution française au Second Empire, Comité pour l'histoire économique et financière de la France, 2007, 624 p.  (ISBN 978-2-11-094807-6).